# 波波沃 (保加利亞)
波波沃popovo是保加利亞的城鎮，位於該國東北部，距離首府特爾戈維什特36公里，由特爾戈維什特州負責管轄，海拔高度210米，2009年人口15,548，居民主要信奉基督教。

## 外部連結
- Official website （页面存档备份，存于）